# 西安碑林博物馆
西安碑林博物馆，位于中华人民共和国陕西省西安市碑林区三学街文庙旧址，是一座收藏、研究碑石墓志及其它古代石刻艺术品的博物馆。荟萃中国古代精美碑石艺术，石碑众多，犹如“碑林”，因此得名。碑林内有丰富的碑石墓志、石刻艺术以及文庙古代建筑的部分遗存。

## 历史沿革
1944年陕西省历史博物馆成立，馆址设在西安碑林，负责全省各地的文物，同时监管碑林前的孔庙。1949年5月20日，陕西省历史博物馆被陕甘宁边区政府接收。1950年5月，由于陕西划归西北大区管理，改名为西北历史文物陈列馆。1952年1月又改名为西北历史博物馆。1953年3月，孔庙被扩充为馆区。1955年6月，由于西北大区撤销，西北历史博物馆又归属陕西省政府管理，馆名定为陕西省博物馆。1963年陕西省博物馆的西安石刻艺术正式对外开放，展览内容为陕西历史、石刻艺术和碑林。由于陕西是个文物大省，境内出土文物数量巨大，为了解决西安碑林馆舍的局促，陕西省文化局和省博物馆从1977年开始筹建新馆，新馆即是现在的陕西历史博物馆。陕西历史博物馆建成后，原陕西省博物馆即分成陕西历史博物馆和西安碑林博物馆两馆，互不隶属。
2007年，国家文物局同意西安碑林博物馆擴建。西安碑林博物馆在保留原址的基礎上向北扩建一座新馆，使展陈面积增加三倍。2019年8月，新館前期征收工作启动。2025年5月12日，完成改扩建的西安碑林博物馆對外开放。西安碑林博物馆包括老馆区和北区场馆两个展区。

## 建筑特色
现在的西安碑林博物馆由西安碑林和孔庙旧址的建筑组成。馆区由孔庙、碑林、石刻艺术室三部分组成，占地面积31900平方米，现有馆藏文物 11000余件，11个展室，陈列面积4900平方米。

## 館藏文物
孔庙旧址，其建置可追溯至北宋末年。保存至今的照壁、牌坊、泮池、棂星门、华表、戟门、碑亭、两庑等多为明清的建筑，并遵循着孔庙固有建筑格局。陈列于小殿两侧的有唐景云钟、大夏石马。前者铸于唐睿宗景云二年，已有1200多年历史。钟上还铸有唐睿宗李旦亲自撰文并书写的铭文一段。后者大夏石马，是十六国时代匈奴铁弗部建立的大夏国作品。
西安碑林始建于北宋哲宗元佑二年（公元1087年），最初是漕运使吕大忠等人为保藏因唐末五代战乱而委弃市井的唐《石台孝经》、《开成石经》及颜真卿、柳公权等所书的著名石碑而兴建的，经金、元、明、清、民国历代的维修及增建，规模不断扩大，藏石日益增多，1961年被国务院列为全国第一批重点文物保护单位。西安碑林现收藏有自汉代至今的碑石、墓志近3000件，展出1089件，收藏碑石、墓志的数量为中国之最，时间跨度约2000年。
这里碑石含篆、隶、楷、行、草各体。藏品中的精品包括秦《峄山刻石》的宋摹本、东汉《曹全碑》、魏晋南北朝时期的《司马芳残碑》、《广武将军口产碑》、北魏《晖福寺碑》以及《鸳鸯七志斋藏石》中的北魏墓志。
隋唐时期的碑刻藏品在碑林中最多，有隋《孟显达碑》、《智永千字文碑》、唐虞世南《孔子庙堂碑》、欧阳询《皇甫诞碑》、褚遂良《同州圣教序碑》、欧阳通《道因法师碑》、张旭《断千字文》、李阳冰《三坟记碑》、怀素《千字文》、柳公权《玄秘塔碑》以及僧怀仁集王羲之的《集王圣教序碑》等，尤其是收藏颜真卿的七块丰碑，即他44岁时写的《多宝塔碑》、54岁前后的《臧怀恪碑》、55岁时写的《郭家庙碑》和《争座位帖》、70岁写的《颜勤礼碑》、71岁的《马璘残碑》、72岁时写的《颜家庙碑》。
还包括僧怀仁花费24年心血，从内府藏王羲之墨迹中集字刻成的《圣教序碑》，碑文另由唐太宗作序，其子高宗李治作记。唐以后的书法名家黄庭坚、米芾、赵佶、赵孟頫、董其昌、何绍基以至近代于右任等，也在碑林留下诗文墨迹。碑林中的许多碑石还具有重要的史料价值。唐《开成石经》刊刻儒家十二经114石，228面，共65万多字，是研究唐代儒学经籍的实物资料。
唐《大秦景教流行中国碑》，记载了基督教聂斯脱里派的教规、教义、在中国的传播及其僧侣在唐朝一百五十多年中的活动情况，碑侧及下部刻有古叙利亚文字的职名，对研究宗教史及古代中西文化交流等方面提供了历史资料。唐代书法家徐浩书写的《不空和尚碑》对于研究佛教秘宗的传播和中日、中印文化交流史具有重要价值。此外，碑林还保留有诸如《王维画竹》、《达摩面壁》、《道因法师》碑座人物像、《兴福寺残碑》碑侧等大量古代石刻图案。
西安碑林博物馆的文物包括西安碑林的书法碑刻，以及陕西各地各时期的时刻艺术品，还有书画墨迹等。